# Roberto Posse
Roberto Posse (Torino, 31 ottobre 1950) è un attore italiano.

## Filmografia parziale
- Non si deve profanare il sonno dei morti, regia di Jorge Grau (1974)
- Noa Noa, regia di Ugo Liberatore (1974)
- Morte sospetta di una minorenne, regia di Sergio Martino (1975)
- Il maestro di violino, regia di Giovanni Fago (1976)
- Una spirale di nebbia, regia di Eriprando Visconti (1977)
- La svastica nel ventre, regia di Mario Caiano (1977)
- Le rose di Danzica, regia di Alberto Bevilacqua – serie TV (1979)
- L'isola degli uomini pesce, regia di Sergio Martino (1979)
- Macabro, regia di Lamberto Bava (1980)
- Nella città perduta di Sarzana, regia di Luigi Faccini (1980)
- Storia senza parole, regia di Biagio Proietti (1981)
- Cenerentola '80, regia di Roberto Malenotti (1984)
- Un bambino di nome Gesù, regia di Franco Rossi – serie TV (1987)
- Django 2 - Il grande ritorno, regia di Nello Rossati (1987)
- Donna d'ombra, regia di Luigi Monardo Faccini (1988)
- L'anno del terrore, regia di John Frankenheimer (1991)
- Il gioco della notte, regia di Dario Micheli (1993)
- Il giorno del giudizio, regia di Nello Rossati (1994)
- Albergo Roma, regia di Ugo Chiti (1996)
- Farfalle, regia di Roberto Palmerini (1997)
- A ruota libera, regia di Vincenzo Salemme (2000)
- Ho visto le stelle!, regia di Vincenzo Salemme (2003)
- Una moglie bellissima, regia di Leonardo Pieraccioni (2007)
- Sogni... in una notte d'estate (2012) - cortometraggio (regista)
- A.N.I.M.A., regia di Pino Ammendola e Rosario Montesanti (2019)
- Dolcemente complicate, regia di Angelo Frezza e Rosario Petix (2021)